# Голямата вода
Голямата вода (на македонска литературна норма: Големата вода) е филм от Република Македония на режисьора Иво Трайков. Музиката е на композитора Кирил Джайковски. Филмът е създаден по мотиви от едноименния роман на Живко Чинго.

## Сюжет
Внимание:  Текстът по-долу разкрива сюжета на произведението (или части от него)!
Сюжетът на филма е основан на едноименната книга за деца от 70-те години „Голямата вода“ на Живко Чинго. Историята във филма се развива след Втората световна война. Филмът започва с представянето на стария Лем (Мето Йовановски), македонски политик, който получава сърдечен удар и докато е каран към болницата и прегледан, си спомня за детството си през 1945 г. Той е докаран в сиропиталище, където сираците са деца на врагове на новия режим. Там научава как да се адаптира към ролята на дете, чийто мозък е промит. Той се впечатлява от ново дете, Исак, красиво и харизматично момче. Борбата, която тихичко подкопава цялата дейност на повърхността на лагера, е голяма: противоречието на комунистическата идеология, премахваща църквата и с хора, зависими от духовните ценности на религията, проблема между Сталин и Тито, адаптираните към политиката на комунистическия режим в страна, където има силна национална гордост.

## Награди
Филмът печели голямата награда на Филмовия фестивал във Валенсия. На 77 награди Оскар Голямата вода е определен като представител на Република Македония в категория Най-добър чуждестранен филм, но не успява да мине през пресявките.

## Отзив
Филмът получава задоволителни отзиви от критиката, получавайки 71% „Свеж“ рейтинг основан на 21 резенции на Rotten Tomatoes. Филмът получава като цяло добра метаоценка 62 основана на 15 отзива на сайта Metacritic.

## Актьорски състав
- Сашо Кекеновски – Лем Никодиноски
- Мая Станковска – Исак Кейтен
- Митко Апостоловски – Аритон
- Мето Йовановски – Възрастният Лем Никодиноски
- Верица Недевска – Оливера Срезовска
- Ристо Гоговски – Камбанарят
- Николина Куяча – Съпругата на Аритон
- Александър Рибак – Методия Грискоски
- Владимир Светиев – Секуле, учителя по география
- Петър Мирцевски – Дервутовски, учителя по физическо възпитание
- Гоце Дескоски – Климоски
- Мария Чакалова – Ленче
- Зоран Поповски – Николче
- Оливер Трифунов – Спаско
- Горан Илич – лекарят в линейката
- Кирил Гравчев – санитар
- Борис Дамовски – първи бодигард
- Круме Матев – втори бодигард
- Сърджан Яничиевич – полицай
- Калина Наумовска – полицайка в коридора
- Сузана Акбелге – първа сестра
- Сузана Ал Салкини – втора сестра
- Диме Илиев – администратор на болницата
- Драган Довлев – войник
- Емил Рубен – лекар
- Петре Арсовски – военен лекар
- Ана Костовска – главна сестра